# (1268) Libia
(1268) Libia es un asteroide perteneciente al cinturón de asteroides que orbita entre Marte y Júpiter con un periodo orbital de 7,96 años y tiene un diámetro aproximado de 94,10 km. Su nombre hace referencia a Libia, un país del norte de África.
Fue descubierto el 29 de abril de 1930 por Cyril V. Jackson desde el Observatorio Union en Johannesburgo, Sudáfrica, y forma parte del grupo asteroidal de Hilda.